# UTC+9
| Süd-Sommer-/Nord-NormalzeitSeegebiet | Nord-Sommer-/Süd-NormalzeitStandardzeit ganzjährig |

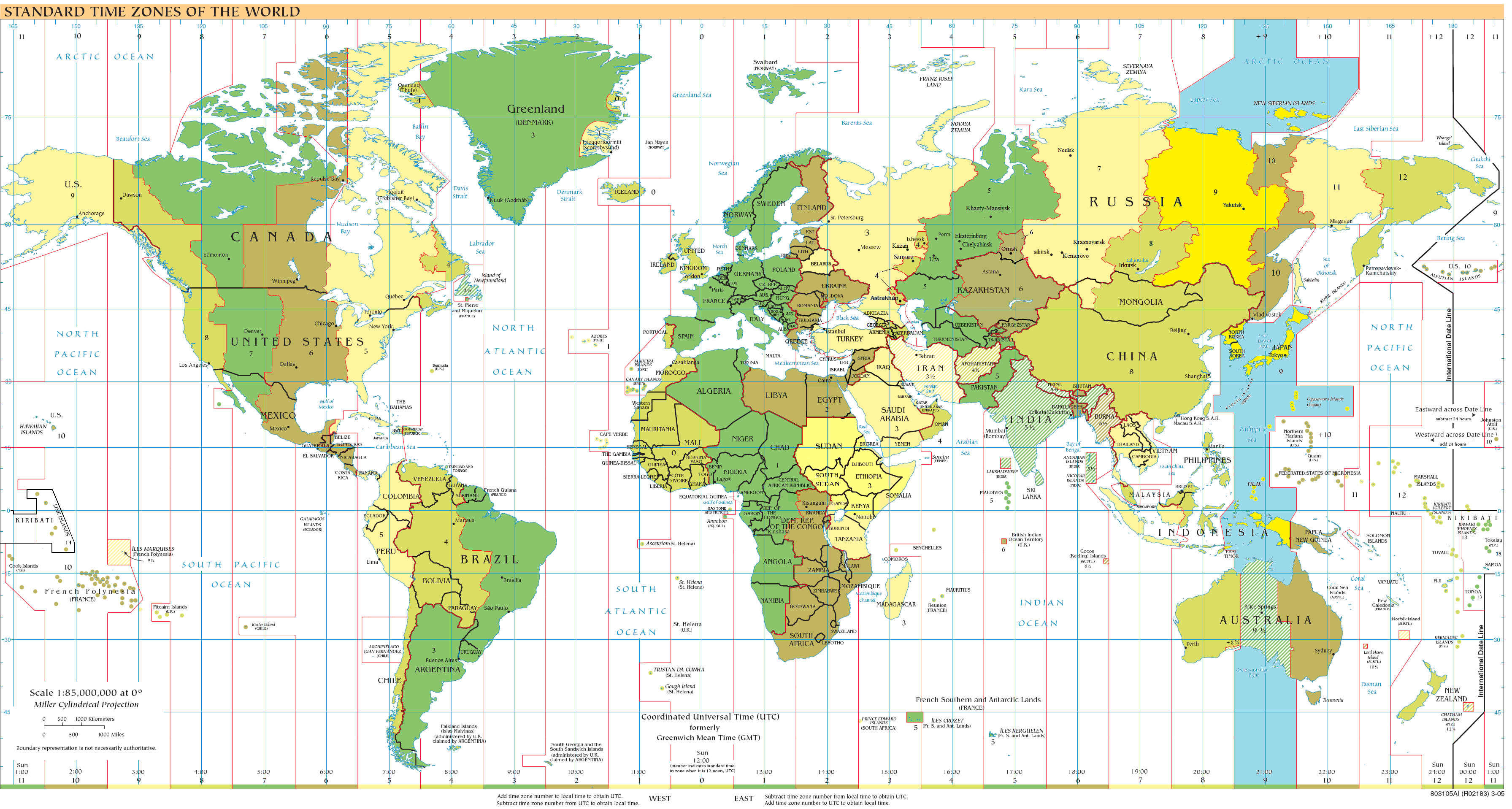
UTC+9:

UTC+9 ist eine Zonenzeit, welche den Längenhalbkreis 135° Ost als Bezugsmeridian hat. Auf Uhren mit dieser Zonenzeit ist es neun Stunden später als die koordinierte Weltzeit und acht Stunden später als die MEZ.

## Japan-Standardzeit
Die Japan-Standardzeit (JST; jap. 日本標準時, Nihon hyōjunji; engl. Japan Standard Time) wurde in Japan durch Erlass 51 vom 12. Juli 1886 mit Wirkung zum 1. Januar 1888 als Standardzeit (標準時, Hyōjunji) eingeführt. Vorher hatte jede Region ihre eigene regionale Zeit.
Nachdem Taiwan unter japanische Herrschaft geraten war, wurde durch Erlass 167 vom 24. September 1895 mit Wirkung zum 1. Januar 1896 die „Standardzeit“ in „Zentrale Standardzeit“ (中央標準時, Chūō hyōjunji) umbenannt und für die japanischen Miyako- und Yaeyama-Inseln, sowie Taiwan und deren Penghu-Inseln, d. h. alle Gebiete westlich des 125. Längengrads, eine „Westliche Standardzeit“ (西部標準時, Seibu hyōjunji) mit Bezugsmeridian 120° Ost, d. h. GMT+8, festgelegt. Durch Erlass 529 vom 24. September 1937 wurde letzterer Erlass mit Wirkung zum 1. Oktober 1937 wieder aufgehoben, d. h. wieder zu einer gemeinsamen Zeitzone zurückgekehrt.
Während des Zweiten Weltkriegs wurde die japanische Zeit auch in den besetzten Gebieten wie z. B. Singapur eingeführt; nach dem Abzug wurden dort die vorher gültigen Zonenzeiten wieder eingeführt.

### Sommerzeit
Die US-Besatzungsbehörde (GHQ/SCAP) führte zum 1. Mai 1948 eine Sommerzeitregelung ein, um Energieengpässen zu begegnen. Da diese jedoch mit nur drei Tagen Ankündigung und ohne vorherige Diskussion umgesetzt wurde, entwickelte sie sich zu einem Sinnbild der Erniedrigung durch den Kriegsgewinner, so dass mit Wiedererlangung der Souveränität Japans 1952 diese unmittelbar wieder abgeschafft wurde. Als Berufsgruppe galten auch die Bauern als stärkste Gegner einer Sommerzeit, da diese traditionell bis zur Abenddämmerung arbeiteten und befürchteten, dass eine längere Sonnenzeit zu längeren Arbeitszeiten führt.
Im nördlichen Hokkaidō, das aufgrund seiner Lage besonders lange Sonnenstunden im Sommer hat, organisierte 2004 die Handelskammer Sapporo in Zusammenarbeit mit der Präfekturregierung das „Hokkaidō-Sommerzeit-Experiment“, bei dem auf freiwilliger Basis Beamte und Angestellte ihre Arbeitszeit auf eine Stunde früher verlegen konnten, was einer Arbeitszeit bei Sommerzeit entspräche. Das Experiment wurde auch 2005 und in den Folgejahren wiederholt, allerdings mit geringerer Beteiligung. Die Gemeinde Ōshū in der Präfektur Iwate stellte zum 21. Juni 2006 ihre Uhren eine Stunde vor.
Die Energieengpässe im Zusammenhang mit der Abschaltung der japanischen Kernreaktoren als Reaktion auf die Nuklearkatastrophe von Fukushima 2011 rückten das Thema Sommerzeit wieder verstärkt in den politischen Fokus.

## Korea-Standardzeit
Die Korea-Standardzeit (KST; kor. 한국 표준시, 韓國標準時, Hanguk Pyojunsi; engl. Korea Standard Time) gilt in Südkorea sowie Nordkorea. In Südkorea gab es in den Jahren 1987 und 1988 eine Sommerzeit-Regelung, seitdem gilt das ganze Jahr UTC+9. Die Regierung von Nordkorea führte zum 15. August 2015 die Zeitzone UTC+8:30 ein, die bereits von 1908 bis 1912 verwendet worden war, wechselte zum 5. Mai 2018 allerdings wieder zurück zur Zeitzone UTC+9.

## Geltungsbereich

### Ganzjährig
- Indonesien
  - nur in den Provinzen Maluku, Maluku Utara, Papua und Papua Barat
- Japan
- Nordkorea
- Osttimor
- Palau
- Russland
  -  Oblast Amur
  -  Region Transbaikalien
  -  Republik Sacha (Jakutien) (westlicher Teil inklusive Jakutsk)
- Südkorea